# 费用清单
费用清单（bill of costs），也称作诉讼费用账单、诉讼费清单，是指诉讼或行为中的胜诉方需要为从律师处获得的服务而支付的费用的明细清单。它可以有不同程度的细节，并应描述律师为客户所做的工作的性质，以及任何其他费用。可收回的仲裁費用（recoverable costs）因司法管辖区而异，但通常包括复印费、申请费、差旅费、法庭记者费和电子法律研究费用等。
在某些案件中，特别是那些律师费是原告要求的救济的一部分的案件中，可以向法院提交一份费用清单，以确定胜诉方必须支付败诉方多少费用。

## 文献资料
1. ↑  David M. Walker; 沃克. . 光明日报出版社. 1988  [2020-07-24]. （原始内容存档于2020-09-29）.
2. ↑  Nam H Nguyen. . Nam H Nguyen. 2018-01-05: 585–  [2020-07-24]. GGKEY:W0375H6B38S. （原始内容存档于2020-07-28）.
3. ↑  彭金瑞. . 商务印书馆(香港)有限公司. 2019年11月4日: 98–  [2020年7月24日]. ISBN 978-962-07-7351-8. （原始内容存档于2020年7月28日）.
4. ↑  李宗锷; 何冠骥; 吕哲盈; 潘慧仪. . 商务(香港)印书馆. 2015年4月8日: 39–. ISBN 978-962-07-7108-8.
5. ↑  David W. Louisell; Geoffrey C. Hazard; Colin C. Tait. . Foundation Press. 1983. ISBN 978-0-88277-111-3.